# Dušan Hergott
Dušan Hergott (29. října 1959 Svätý Jur – 16. ledna 2006) byl slovenský hudebník, zpěvák, bubeník a bavič, známý především jako člen skupiny Senzus.
Zemřel 16. ledna 2006 ve věku 46 let.
Předkem Dušana Hergotta byl vlastenec, sběratel, účastník dobrovolnických výprav, podporovatel štúrovců, Ján Branislav Hergott.

## Diskografie[13]
- Volebný Guláš, Škrvna records, 1992
- Senzus 1 (Slovenská Rodná Dedina)
- Senzus 2 (Slovenské Mamičky)
- Senzus 1+2 (Slovenská Rodná Dedina), Škrvna records
- Senzus 3 (Župajdá, Župajdá)
- Senzus 3 & 4 (Župajdá, Župajdá / Havran), 1993
- Senzi Senzus* – Senzi Senzus 2 (To Najlepšie Z Albumov 1–10) , SQ Music, 1997
- Senzus – Senzus 17 (Slivkové Gule), SQ Music, 1997
- Senzus – Senzus 21 (Tretí Volebný Guláš), SQ Music, 1998
- Senzus – Senzus 20 (Jubilejný), SQ Music, 1998
- Senzi Senzus 99* – Non Stop Takmer Za 74 Minút!, SQ Music, 1999
- Senzus – Senzus 26 (Narodeniny Máš), SQ Music, 2000
- Senzus Feat. Danny Patt* – Senzus 25 (… To Je Šleha! SuperDiscoMix), 2000
- Senzus – Najkrajšie Valčíky A Iné Pomalšie, 2001
- Dušan Hergott – Horoskopy
- Senzus – Nesneží, Forza Music, HPM Records, 2006
- Senzus – Senzus 2 (Slovenské Mamičky), 2010
- Senzus – Senzus 3 (Župajdá, Župajdá), 2011[4]